# I've Been Waiting for This Night
«I've Been Waiting for This Night» —en español: «He estado esperando esta noche»— es una canción compuesta por Jonas Thander y Beatrice Robertsson, e interpretada en inglés por Donny Montell. Se publicó como descarga digital el 8 de marzo de 2016 mediante UAB «Gyva Muzika». Fue elegida para representar a Lituania en el Festival de la Canción de Eurovisión de 2016 tras ganar la final nacional lituana, Eurovizijos 2016.

## Festival de Eurovisión

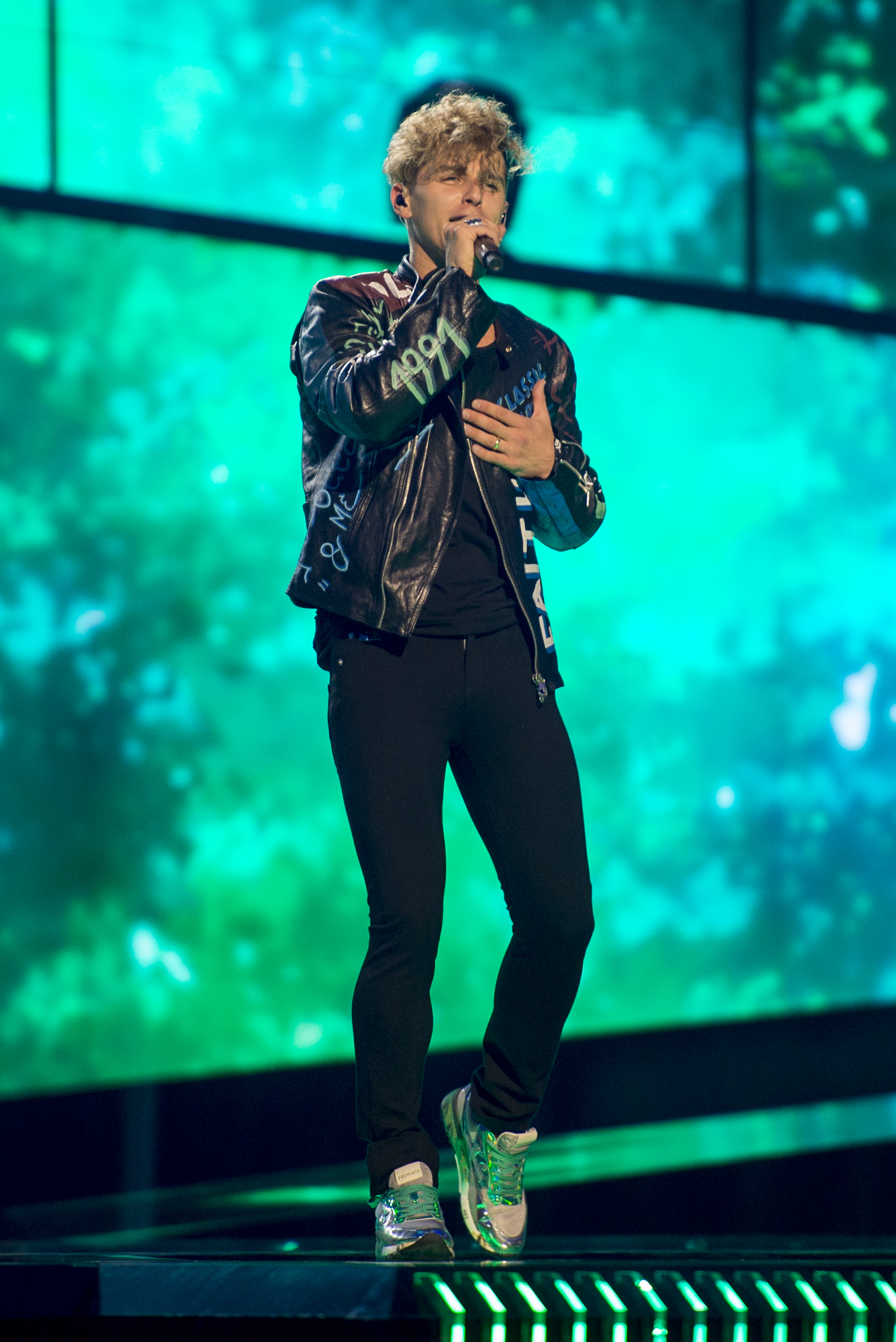
Montell interpretando la canción durante el Festival de la Canción de Eurovisión 2016.

### Eurovizijos 2016
A finales de octubre de 2015, la Radio y Televisión Nacional Lituana (LRT) abrió dos plazos de presentación por separado: uno para los artistas y otro para que los compositores presentaran sus canciones. La fecha límite para ambos plazos fue el 1 de diciembre de 2015. Los artistas que solicitaron competir debían indicar con qué canción querían competir. Los 28 artistas seleccionados fueron anunciados por la LRT el 21 de diciembre de 2015 durante un comunicado. Entre los artistas se encontraban los anteriores representantes de Lituania en Eurovisión Erica Jennings, que representó al país en 2001 como parte de SKAMP y el propio Montell, que lo representó en 2012.

#### La Final
La canción «I've been waiting for this night» fue interpretada en octavo lugar durante el primer programa, celebrado el 9 de enero de 2016. Ahí, quedó en primer lugar con 1 418 puntos y logró pasar a la semifinal celebrada el 5 de marzo, donde quedó en segundo lugar con 2 727 puntos. Finalmente, la canción fue interpretada en la competición final, donde obtuvo 18 962 puntos y se declaró ganadora, siendo así elegida para representar a Lituania en el Festival de la Canción de Eurovisión de 2016.

### Festival de la Canción de Eurovisión 2016
Esta canción fue la representación lituana en el Festival de la Canción de Eurovisión 2016.
El 25 de diciembre de 2016, se organizó un sorteo de asignación en el que se colocaba a cada país en una de las dos semifinales, además de decidir en qué mitad del certamen actuarían.
Así, la canción fue interpretada en noveno lugar durante la segunda semifinal, celebrada el 12 de mayo de ese año, precedida por la República de Macedonia con Kaliopi interpretando «Dona» y seguida por Australia con Dami Im interpretando «Sound of silence». Durante la emisión del certamen, la canción fue anunciada entre los diez temas elegidos para pasar a la final, y por lo tanto cualificó para competir en ésta. La canción había quedado en cuarto puesto de 18 con 222 puntos.
Días más tarde, durante la final celebrada el 19 de mayo de 2016, la canción fue interpretada en 16º lugar, precedida por Serbia con Sanja Vučić interpretando «Goodbye (Shelter)» y seguida por Croacia con Nina Kraljić interpretando «Lighthouse». Finalmente, la canción quedó en noveno puesto con 200 puntos.